# Цзюцюань (Ганьсу)
Цзюцюа́нь (кит. упр. 酒泉, пиньинь Jiǔquán, буквально: «винный источник») — городской округ в провинции Ганьсу КНР.

## География

### Климат
| Показатель              | Янв.  | Фев.  | Март | Апр. | Май  | Июнь | Июль | Авг. | Сен. | Окт. | Нояб. | Дек.  | Год  |
| ----------------------- | ----- | ----- | ---- | ---- | ---- | ---- | ---- | ---- | ---- | ---- | ----- | ----- | ---- |
| Средний максимум, °C    | −2    | 1,4   | 9,2  | 17,2 | 23,1 | 26,7 | 28,4 | 27,9 | 22,4 | 15,3 | 6,1   | −0,6  | 14,5 |
| Средняя температура, °C | −9,3  | −6    | 1,6  | 9,3  | 15,8 | 19,7 | 21,4 | 20,4 | 14,7 | 7,4  | −1    | −7,7  | 7,1  |
| Средний минимум, °C     | −15,2 | −12,1 | −4,5 | 2,4  | 8,5  | 12,3 | 14,5 | 13,5 | 8,2  | 1,3  | −6,3  | −13,2 | 0,7  |
| Норма осадков, мм       | 1     | 1     | 4    | 4    | 10   | 13   | 19   | 17   | 10   | 2    | 1     | 1     | 83   |
| Источник: World Climate |       |       |      |      |      |      |      |      |      |      |       |       |      |

## История
После того, как Хо Цюйбин разгромил гуннов и включил эти земли в состав империи Хань, в 121 году до н. э. был образован Цзюцюаньский округ (酒泉郡). Легенда утверждает, что полученное от императора в награду за победу над гуннами вино Хо Цюйбин вылил в местный источник, дабы вкус этого вина могли попробовать все его солдаты, и с тех пор эти места носят название «винный источник».
При империи Суй в 602 году из области Ганьчжоу была выделена область Сучжоу (肃州). В 618 году эти земли оказались в составе созданного Ли Гуем короткоживущего государства Лян, а с 619 года вошли в состав империи Тан. В 742 году область Сучжоу была переименована в округ Цзюцюань, но в 752 году вновь стала областью Сучжоу. В 766 году эти земли попали под контроль тибетцев, но в 851 году вновь вернулись в состав империи Тан.
Впоследствии область Сучжоу оказалась в составе уйгурского идикутства, затем — тангутского государства Западное Ся, которое в 1227 году было уничтожено монголами. После свержения монголов и установления власти китайской империи Мин в этих местах был размещён Сучжоуский караул (肃州卫). При империи Цин область Сучжоу была преобразована в «непосредственно управляемую» (то есть стала подчиняться напрямую властям провинции Ганьсу, минуя промежуточное звено в виде управы). После Синьхайской революции в Китае была проведена реформа административного деления, и области были упразднены.
В 1949 году был образован Специальный район Цзюцюань (酒泉专区), состоящий из 6 уездов. В 1950 году из состава расформированного Специального района Чжанъе в Специальный район Цзюцюань было передано ещё два уезда, плюс в составе Специального района Цзюцюань был создан Субэйский автономный район. В 1953 году Субэйский автономный район был переименован в Субэй-Монгольский автономный район. В 1955 году Специальный район Цзюцюань и Специальный район Увэй были объединены в Специальный район Чжанъе (张掖专区), но в 1961 году Специальный район Цзюцюань был воссоздан. В 1970 году Специальный район Цзюцюань был переименован в Округ Цзюцюань (酒泉地区).
Постановлением Госсовета КНР от 18 июня 2002 года были расформированы округ Цзюцюань и городской уезд Цзюцюань, и образован городской округ Цзюцюань; бывший городской уезд Цзюцюань стал районом Сучжоу в его составе.

## Административно-территориальное деление
Городской округ Цзюцюань делится на 1 район, 2 городских уезда, 2 уезда, 2 автономных уезда:
| Карта | Карта                             | Карта                | Карта                     | Карта         | Карта            |
| --- | --------------------------------- | -------------------- | ------------------------- | ------------- | ---------------- |
| ① Цзиньта Гуачжоу ② ③ Юймэнь Дуньхуан ① Сучжоу ② Субэй-Монгольский автономный уезд ③ Аксай-Казахский автономный уезд |                                   |                      |                           |               |                  |
| Статус | Название                          | Иероглифы            | Пиньинь                   | Площадь (км²) | Население (2010) |
| Район | Сучжоу                            | 肃州区               | Sùzhōu qū                 | 3 349         | 400 000          |
| Городской уезд | Юймэнь                            | 玉门市               | Yùmén shì                 | 13 500        | 140 000          |
| Городской уезд | Дуньхуан                          | 敦煌市               | Dūnhuáng shì              | 26 960        | 140 000          |
| Уезд | Цзиньта                           | 金塔县               | Jīntǎ xiàn                | 14 663        | 150 000          |
| Уезд | Гуачжоу                           | 瓜州县               | Guāzhōu xiàn              | 23 150        | 120 000          |
| Субэй-Монгольский автономный уезд                                                                                    | Субэй-Монгольский автономный уезд | 肃北蒙古族自治县     | Sùběi měnggǔzú zìzhìxiàn  | 55 000        | 10 000           |
| Аксай-Казахский автономный уезд                                                                                      | Аксай-Казахский автономный уезд   | 阿克塞哈萨克族自治县 | Ākèsài hāsàkèzú zìzhìxiàn | 31 374        | 30 000           |

## Экономика
Цзюцюань — крупнейший в Китае центр выращивания, переработки и экспорта репчатого лука, а также центр распределения свежего и сублимированного лука. 
Из-за долгого пребывания на солнце и большой разницы температур днём и ночью репчатый лук Цзюцюаня имеет высокое содержание серы и насыщенный пряный вкус. Округ экспортирует свою продукцию в Японию, Южную Корею, Вьетнам и другие страны.
Также Цзюцюань является крупным центром семеноводства, выращивания овощей и фруктов, производства наземного ветроэнергетического оборудования. По состоянию на 2024 год здесь было произведено 50 % семян тыквенных и 70 % семян цветов от общего объема производства в стране.

## Транспорт
- Ланьчжоу-Синьцзянская железная дорога
- Годао 312